# Korptjärnen (Nordmalings socken, Ångermanland)
Korptjärnen är en sjö i Nordmalings kommun i Ångermanland och ingår i Öreälven-Leduåns kustområde. Sjön har en area på 0,0654 kvadratkilometer och ligger 47,9 meter över havet. Sjön avvattnas av vattendraget Levarbäcken. Vid provfiske har abborre fångats i sjön.

## Delavrinningsområde
Korptjärnen ingår i det delavrinningsområde (706162-168683) som SMHI kallar för Ovan 705661-168512. Medelhöjden är 53 meter över havet och ytan är 17,08 kvadratkilometer. Det finns inga avrinningsområden uppströms utan avrinningsområdet är högsta punkten. Avrinningsområdets utflöde Levarbäcken mynnar i havet. Avrinningsområdet består mestadels av skog (48 procent) och sankmarker (45 procent). Avrinningsområdet har 0,07 kvadratkilometer vattenytor vilket ger det en sjöprocent på 0,4 procent. Bebyggelsen i området täcker en yta av 0,16 kvadratkilometer eller 1 procent av avrinningsområdet.